# Allium ovalifolium
Allium ovalifolium là một loài thực vật có hoa trong họ Amaryllidaceae. Loài này được Hand.-Mazz. mô tả khoa học đầu tiên năm 1923.